# Erfurter Ring
Der Erfurter Ring ist ein Straßenring, der die thüringische Landeshauptstadt Erfurt teils als Autobahn und teils als Schnellstraße umgibt.
Er wurde 2007 fertiggestellt. Zweck seiner Errichtung war zum einen die Entlastung der Erfurter Innenstadt und des Erfurter Stadtrings sowie zum anderen die schnellere Anbindung der Stadt ans Autobahnnetz.

## Aufbau
Der Erfurter Ring setzt sich aus einem Teilstück der Bundesautobahn 4 im Süden (Kreuz Erfurt – Erfurt-Vieselbach), einem Teilstück der Bundesautobahn 71 im Westen und Norden (Kreuz Erfurt – Erfurt-Nord) sowie der Bundesstraße 7 als Schnellstraßen-Teilstück im Osten (Konrad-Adenauer-Straße) zusammen.
Der Erfurter Ring ist vierstreifig ausgebaut, im Bereich der A 4 sechsstreifig. Nur der kurze Abschnitt zwischen den Anschlussstellen Erfurt-Vieselbach und Mönchenholzhausen-Süd ist zweistreifig. Zudem ist die Strecke weitgehend kreuzungsfrei, lediglich in der Ortslage Linderbach sowie im zweistreifigen Abschnitt gibt es einige niveaugleiche Kreuzungen.

## Bedeutung
Im Bereich des Erfurter Rings sind nach 1990 die größten Gewerbeflächen in Thüringen entstanden. Schwerpunkt der Ansiedlungen ist die Logistikbranche, da durch die zentrale Lage jeder Punkt in Deutschland binnen sechs Stunden beliefert werden kann. Die größten Logistikzentren sind das Güterverkehrszentrum Vieselbach (u. a. IKEA, DHL, Zalando, Redcoon (Metro AG), Norma) sowie das Internationale Logistikzentrum Stotternheim (u. a. Netto Marken-Discount, Mare Logistik). Ein drittes Logistikzentrum entstand seit 2013 in Mittelhausen (Koch, Neff und Volckmar). Das größte Industriegebiet Erfurter Kreuz liegt am Autobahnkreuz Erfurt auf der Fläche des Ortsteils Ichtershausen der Gemeinde Amt Wachsenburg sowie der Stadt Arnstadt mit Unternehmen wie Bosch Solar Energy oder N3 Engine Overhaul Services. Büronutzung dominiert in Bindersleben im Umfeld des Flughafens Erfurt.
Den südlichen Abschnitt (A 4) nutzen täglich etwa 50.000 bis 55.000 Fahrzeuge und den westlichen und nördlichen Abschnitt (A 71) etwa 20.000 bis 25.000 Fahrzeuge. Den Abschnitt der B 7 bei Linderbach nutzen zwischen 25.000 und 30.000 Fahrzeuge (Überlagerung von Ring- und Radialverkehr). Demgegenüber ist die Verkehrsbelastung auf dem Nordostabschnitt (B 7 ehem. L 1052) deutlich geringer. Da der Erfurter Ring den gesamten Durchgangsverkehr der Landeshauptstadt aufnimmt wurden nach seiner Fertigstellung die Bundesstraßen 4 und 7 innerhalb des Rings aufgehoben und zu Kreisstraßen (die B 7 ist jetzt die K 16 und die B 4 die K 35) abgestuft. Während der Durchgangsverkehr in Ost-West-Richtung schon seit den 1930er-Jahren die A 4 nutzen konnte, brachte der Ring insbesondere beim Nord-Süd-Durchgangsverkehr aus Nordthüringen zur A 4 Entlastung. Auch der Verkehr auf der parallel zum Ostring verlaufenden L 1056 von Sömmerda an die A 4 mit ihren zahlreichen Ortsdurchfahrten verringerte sich stark. Die Landesstraßen innerhalb des Rings wurden ebenfalls nahezu sämtlich zu Kreisstraßen abgestuft mit Ausnahme der südlichen Fortsetzung der L 1052 vom Linderbacher Kreuz zur A-4-Anschlussstelle Erfurt Ost und drei kurzen Abschnitten südlich des Steigerwaldes (L 3004 vom Egstedter Grenzweg Richtung Arnstadt, L 1049 vom Egstedter Grenzweg Richtung Stadtilm und L 2155 von Egstedt nach Klettbach).